# تيكي (أسطورة)

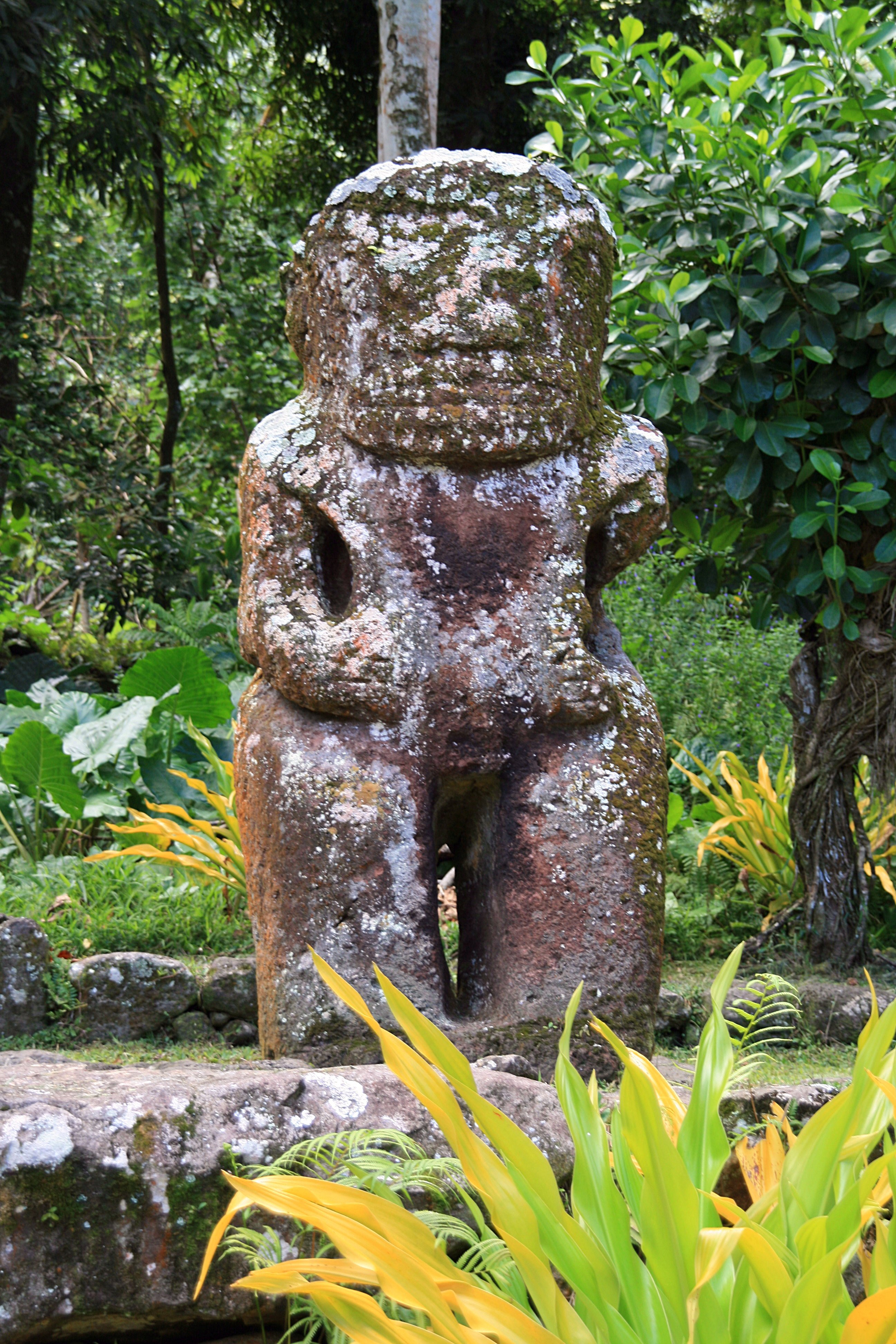
الزعيم تاكايي، في الموقع الأثري ميا تي ليبونا

تيكي (بالإنجليزية: Tiki)‏ الإنسان الأول في أساطير بولينيزيا الذي خلقه الإله «تین» من صلصال أحمر، ويذكر اسم تيكي فی أساطير مختلفة على أنه الإله الخالق الذي خلق الإنسان وشكله على صورته فسمي «يكي-أهوا».

### أساطير ميلانيزية
- ندوثينا (أسطورة)
- ندينجاي (أسطورة)
- نوجا (أسطورة)
- راتو ماي (أسطورة)
- روكولا
- سيدو (أسطورة)
- تاجارو (أسطورة)
- تنيراو (أسطورة)
- توكابينانا وتوكروفو
- تومودورير

### أساطير ميكرونيزية
- ألولوي (أسطورة)
- كيراتا (أسطورة)
- لؤا (أسطورة)
- لاتيميكيك